# Seventh Sojourn
Albums de The Moody Blues
Every Good Boy Deserves Favour
(1971) Caught Live + 5
(1977)
Seventh Sojourn est le huitième album studio des Moody Blues, sorti en 1972. C'est le dernier de la « période classique » du groupe (1967-1972), qui se sépare une première fois en 1974.

## Titres

### Face 1
1. Lost in a Lost World (Pinder) – 4:42
2. New Horizons (Hayward) – 5:11
3. For My Lady (Thomas) – 3:58
4. Isn't Life Strange (Lodge) – 6:09

### Face 2
1. You and Me (Hayward, Edge) – 4:21
2. The Land of Make-Believe (Hayward) – 4:52
3. When You're a Free Man (Pinder) – 6:06
4. I'm Just a Singer (In a Rock and Roll Band) (Lodge) – 4:18

## Musiciens
- Justin Hayward : chant, guitares acoustique et électrique
- John Lodge : chant, basse, guitare acoustique
- Ray Thomas : chant, flûte, hautbois, saxophone, tambourin
- Graeme Edge : batterie, percussions, chant
- Mike Pinder : chant, Chamberlin, piano, harmonium

## Classements hebdomadaires
| Classement (1972-1973)         | Meilleure place |
| ------------------------------ | --------------- |
| Allemagne (Media Control AG)   | 38              |
| Canada (Canadian Albums Chart) | 1               |
| États-Unis (Billboard 200)     | 1               |
| Norvège (VG-lista)             | 10              |
| Pays-Bas (Mega Album Top 100)  | 7               |
| Royaume-Uni (UK Albums Chart)  | 5               |

## Certifications
| Pays                  | Certification | Unités certifiées |
| --------------------- | ------------- | ----------------- |
| Canada (Music Canada) | Platine       | 100 000           |
| États-Unis (RIAA)     | Or            | 500 000           |